# 狐尾椰子
狐尾椰子（学名：Wodyetia bifurcata）又名狐尾棕，原产于澳大利亚昆士兰州。 是棕榈科狐尾椰属的唯一物种。

## 命名由来
世界上大多数地方都未曾意识到这种棕榈的存在，直到1978年，一个澳大利亚土著将它带到植物学家们面前，它才为世人所知。
那位土著人的当地名字曾被记载为 “Wodyeti”，因此这个澳大利亚的特有属被命名为 Wodyetia。其种 名“bifurcata” 取自于拉丁文，意思是 “分为两半”, 由来于其叶子的形态。

## 生态和栖息地
狐尾椰子是澳大利亚极小区域内的特有物种，原分布于梅尔维尔角一带的石砾丘陵，并且完全位于梅尔维尔角国家公园境内。
这片区域闻名于其丰富的生物文化多样性，有着历史悠久且联系紧密的原始生态关系和丰富的物种多样性。

## 形态特征
花：白色花茎从冠轴抽出。
叶：渐变的绿色，从深绿到浅绿。其最广为人知名字“狐尾椰子”就来源于其形似狐狸尾巴的叶子形态。
果实：2英寸（约5厘米）长。早期为橄榄绿，成熟时呈橘红色。
树干: 与假槟榔相似，狐尾椰子的树干光滑，纤细并且能够自净（英语：self-cleaning）。可长出1-3重树干，从略纺锤形至圆柱形，高可达30英尺（约9米）。树干上还有密集的深灰至浅灰色圆环，慢慢转为白色。狐尾椰子的冠轴由浅绿到鲜绿，基部膨大。
澳大利亚棕榈与苏铁学会对该物种描述如下（以下为译文）:
|                          | 十分引人注目的棕榈植物，有着长羽状叶（2-3米， 因此得名 '狐尾')，树干灰色，最高可达10米。果实橘色，约鸭蛋大小。 |
| ——澳大利亚棕榈与苏铁学会 | |

- 狐尾椰子的小叶
- 从种子萌发的幼苗
- 树皮特写
- 花朵特写
- 成熟的果实

## 分布
这一物种是梅尔维尔角一带的特有种，分布于澳大利亚昆士兰的梅尔维尔角国家公园内。1978年第一次被描述并且被归为稀有棕榈植物，收录于昆士兰州和国际自然保护联盟（IUCN）的濒危物种名录。
狐尾椰子闻名世界之后，它们的种子受到高度追捧，形成了热门的黑市交易，非法的采集者几乎快灭绝原生种群。该物种经过人工培育后快速繁殖，最终减轻了野外种群的压力。如今，狐尾椰子已经广布于全世界，被越来越多地种植，成为了“世界上最受欢迎”的棕榈科植物之一。